# لورا پولدوره
لورا پولدوره انگلیسی: Laura Põldvere با نام مستعار لورا رمل (زادهٔ ۳۰ اوت ۱۹۸۸) یک خواننده زن اهل استونی است. وی از سال ۲۰۰۵ میلادی تاکنون مشغول فعالیت بوده‌است.
وی در مسابقه آواز یوروویژن ۲۰۰۵ به عنوان یکی از اعضای گروه سونتریب حضور داشته است.
او همچنین در مسابقه آواز یوروویژن ۲۰۱۷ به همراه کویت تومه نماینده استونی بود .

## آهنگ‌شناسی

### تک‌آهنگ
- Moonwalk (۲۰۰۵)
- Sunflowers (۲۰۰۷)
- Muusa (۲۰۰۷)
- 581 C (۲۰۰۸)
- Destiny (۲۰۰۹)
- Supersonic (۲۰۱۵)

### آلبوم‌ها
- Muusa (۱ سپتامبر ۲۰۰۷)
- Ultra (۸ دسامبر ۲۰۰۹)
- Sädemeid taevast (Singles Compilation, نوامبر ۲۰۱۱)